# George Frederick James Temple
George Frederick James Temple, OSB, FRS, angleški matematik, * 2. december 1901, London, † 30. januar 1992, Isle of Wight.
Med letoma 1951 in 1953 je bil predsednik Londonske matematične družbe; leta 1969 je prejel Sylvestrovo medaljo.
Po smrti svoje žene leta 1980 je vstopil k benediktincem.